# Placas de identificação de veículos na Índia

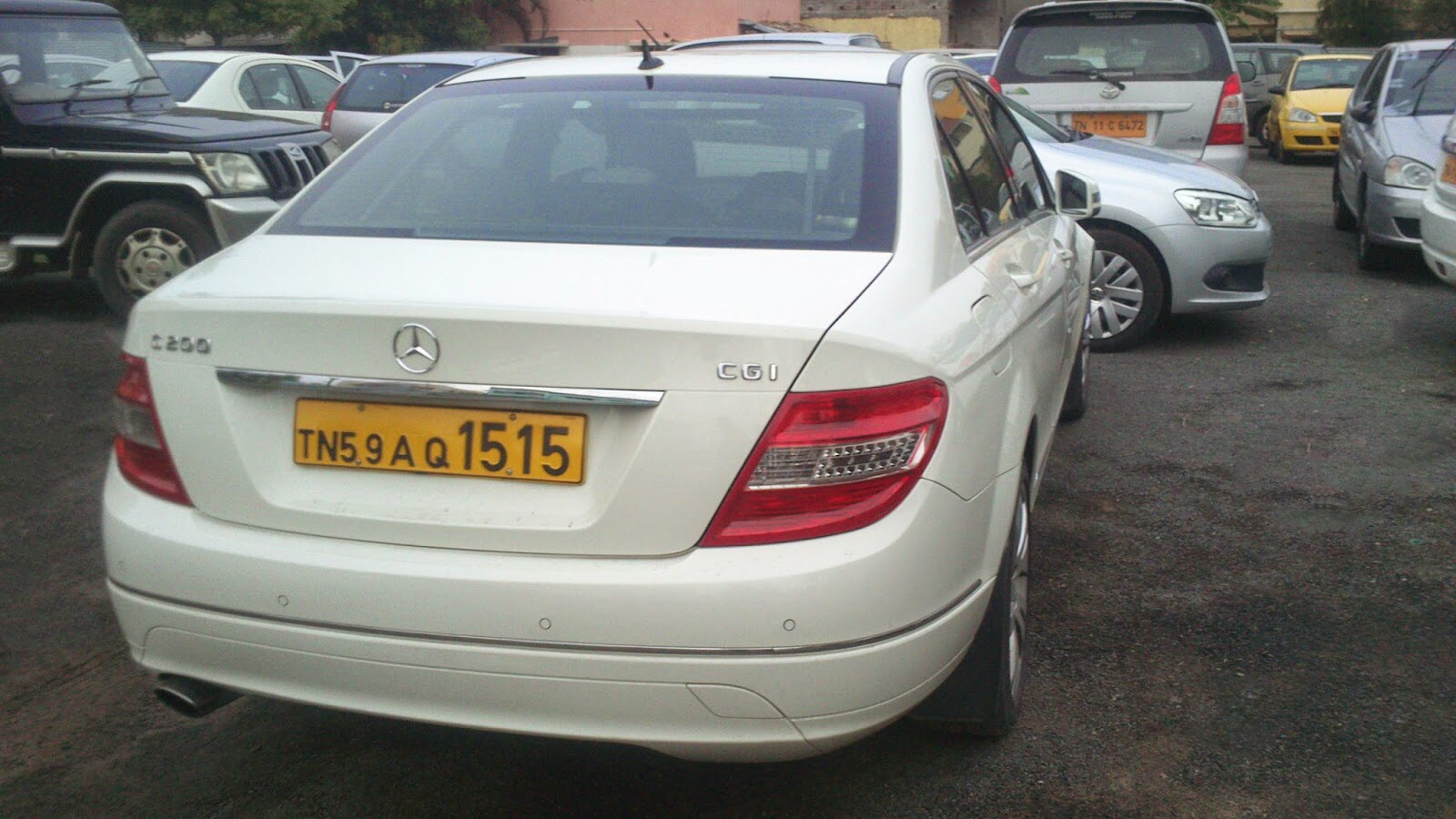
Placa traseira de um veículo comercial (táxi) em Tâmil Nadu

As placas de identificação de veículos na Índia  são a forma pela qual todos os veículos motorizados desse país são licenciados para circular. As placas são emitidas pelos Escritórios Regionais de Transporte (RTO, Regional Transport Offices) do nível distrital dos respectivos estados e territórios. As placas são colocadas na frente e na traseira do veículo. Por lei, todas as placas devem estar em algarismos arábicos modernos com letras latinas. Outras diretrizes exigem iluminação da placa à noite e a restrição das fontes tipográficas que podem ser usadas. Em alguns estados, como Sikkim, carros com placas de outras localidades são impedidos de entrar em áreas restritas. O código internacional de registro de veículos para a Índia é IND. 

## Categorização
As categorias das placas de identificação de veículos indianas são indicadas pelas seguintes combinações de cores: 
- Placas para carros particulares e veículos motorizados de duas rodas têm placas com caracteres pretos sobre fundo branco (por exemplo, GJ 06 DB 7879 ).
- Veículos comerciais, como táxis, ônibus e caminhões, têm placas caracteres pretos sobre fundo amarelo (por exemplo, TS 09 UB 8902 ).
- Veículos comerciais disponíveis para locação por conta própria têm placas com caracteres amarelos sobre fundo preto (por exemplo, KA 41 BA 8192 ).
- Veículos pertencentes a embaixadas e consulados estrangeiros têm placas com caracteres brancos sobre fundo azul-claro (por exemplo, 23 ONU 1 [3] ).
- Placas para veículos particulares movidos a eletricidade têm caracteres brancos sobre fundo verde (por exemplo, KA 51 MD 4173 )
- Placas para veículos comerciais movidos a eletricidade têm caracteres amarelos sobre fundo verde (por exemplo, MH 12 RN 1289 )
- O Presidente da Índia e os governadores dos Estados indianos costumavam viajar em carros oficiais sem placas, que em vez destas portavam o emblema da Índia em ouro gravado sobre uma placa de fundo vermelho. [4] No entanto, todos passaram a usar veículos com placas regulares. [5] [6] [7]

## Formatos especiais
Em alguns estados (como o estado de Deli e anteriormente em Gujarat e Bihar), o 0 inicial do código do distrito é omitido; assim, os números do distrito 2 de Deli aparecem como DL 2 e não DL 02. 

## Estados e territórios

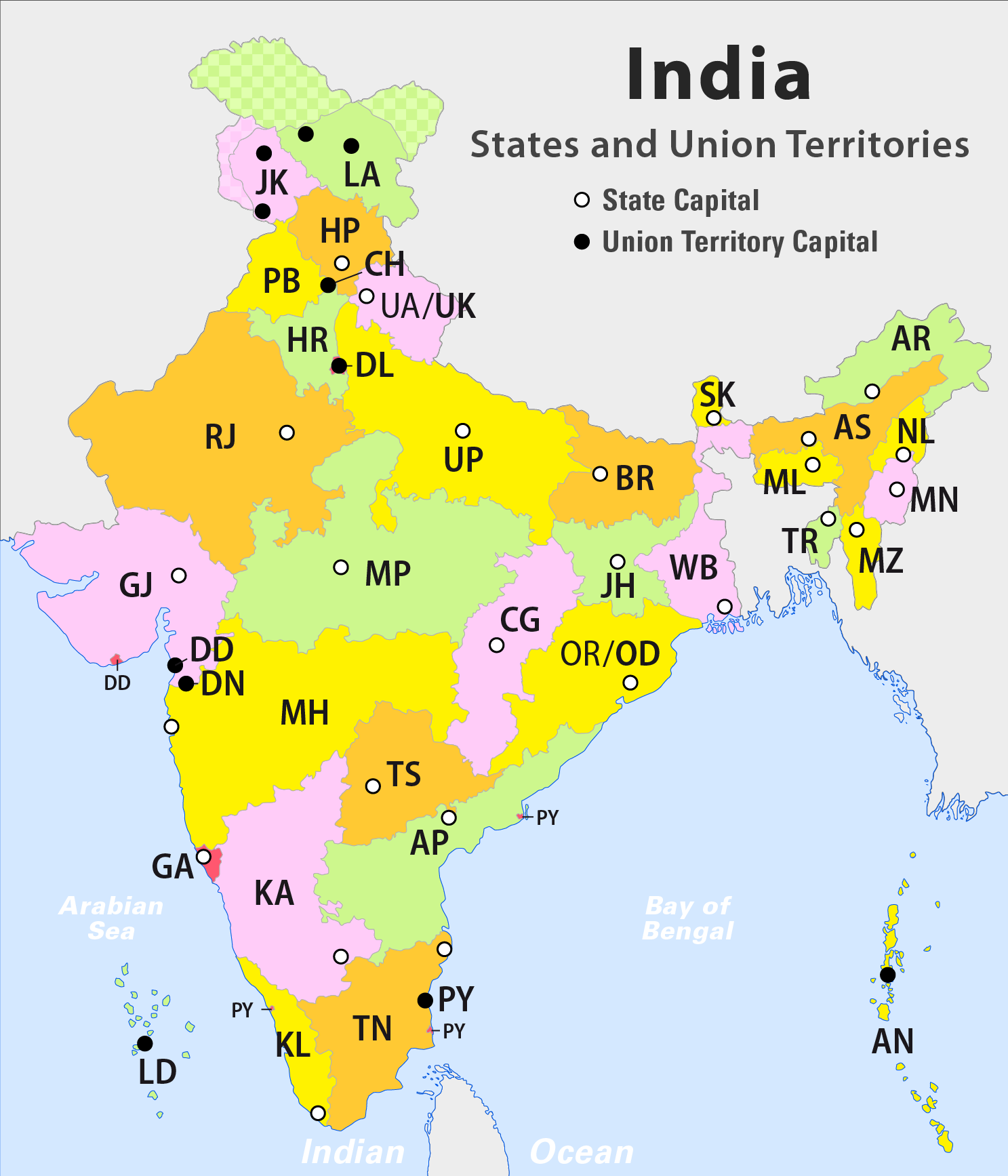
Códigos de duas letras atribuídos às partes integrantes - estados e territórios - da União Indiana

Todos os estados indianos e territórios da União Indiana têm seu próprio código de duas letras. Essa referência de duas letras passou a ser usada a partir da década de 1980. Antes disso, cada distrito ou escritório do Escritório Regional de Transportes (RTO, Regional Transport Office) possuía um código de três letras que não mencionava o estado. Isso levava a um bom grau de confusão  - por exemplo, a combinação MMC 8259 poderia existir em qualquer lugar do país. Para evitar essa ambiguidade, o código do estado foi incluído junto com o distrito ou o escritório do RTO. Em alguns estados, como Maharashtra, as placas antes de 1960, quando o estado era conhecido como Presidência de Bombaim, traziam notações como BMC. 
Os estados criados posteriormente, tais como Uttarakhand, Chhattisgarh, Jharkhand e Telangana (originados a partir de Uttar Pradesh, Madhya Pradesh, Bihar e Andhra Pradesh , respectivamente), regfistram seus veículos sob seus novos códigos estaduais, enquanto os números antigos atribuídos pelos escritórios regionais do estados aos quais pertenciam anteriormente permanecem válidos. In 2007, o estado de Uttaranchal foi renomeado como Uttarakhand e seu código passou de UA a UK. In 2011, o estado de Orissa passou a se chamar Odisha, tendo o código mudado de OR a OD.
.

### Códigos atuais
Segue a lista completa de códigos dos estados e territórios da União Indiana:
| Estado/Território                  | Código | Image                             |
| Andhra Pradesh                     | AP     |                                   |
| Arunachal Pradesh                  | AR     |                                   |
| Assam                              | AS     |                                   |
| Bihar                              | BR     |                                   |
| Chhattisgarh                       | CG     |                                   |
| Goa                                | GA     |                                   |
| Guzerate (Gujarat)                 | GJ     |                                   |
| Haryana                            | HR     |                                   |
| Himachal Pradesh                   | HP     |                                   |
| Jharkhand                          | JH     |                                   |
| Karnataka                          | KA     |                                   |
| Kerala                             | KL     | vehicle number plate Kerala India |
| Madhya Pradesh                     | MP     |                                   |
| Maharashtra                        | MH     |                                   |
| Manipur                            | MN     |                                   |
| Meghalaya                          | ML     |                                   |
| Mizoram                            | MZ     |                                   |
| Nagaland                           | NL     |                                   |
| Odisha                             | OD     |                                   |
| Punjab                             | PB     |                                   |
| Rajasthan                          | RJ     |                                   |
| Sikkim                             | SK     |                                   |
| Tamil Nadu                         | TN     |                                   |
| Telangana                          | TS     |                                   |
| Tripura                            | TR     |                                   |
| Uttar Pradesh                      | UP     |                                   |
| Uttarakhand                        | UK     |                                   |
| Bengala Ocidental                  | WB     |                                   |
| Ilhas Andamão e Nicobar            | AN     |                                   |
| Chandigarh                         | CH     |                                   |
| Dadrá e Nagar Haveli / Damão e Diu | DD     |                                   |
| Deli                               | DL     |                                   |
| Jammu e Caxemira                   | JK     |                                   |
| Ladaque                            | LA     |                                   |
| Laquedivas                         | LD     |                                   |
| Puducherry                         | PY     |                                   |
| ---------------------------------- | ------ | --------------------------------- |

### Códigos obsoletos
Lista de códigos que não estão mais em uso:
| Código | Estado      |
| OR     | Orissa      |
| UA     | Uttaranchal |
| ------ | ----------- |

## Numeração única
Os últimos quatro dígitos da combinação alfanumérica são exclusivos para o veículo. Geralmente, os 100 números mais baixos são números registrados para o governo, mas nem sempre é este o caso. Números considerados de sorte e tidos como especiais, como 3333 ou 6666, recebem ágio e podem custar mais de 100 mil rúpias. 
Antes de 2005, Karnataka costumava cobrar 1000 rúpias pela obtenção de um último número de quatro dígitos exclusivo. Esses números costumavam ser emitidos a partir das séries em execução atuais ou de uma ou duas séries futuras. Quando o sistema de numeração foi informatizado, os números passaram a poder ser emitidos a partir de qualquer série futura. No entanto, o escritório de registro de Karnataka passou a cobrar valores cada vez maiores: 6 mil rúpias, se o número a ser obtido estiver na série atual e 25 mil, caso fosse emitido a partir de uma série futura. Os valores foram aumentados novamente em 2010  para 6 e 20 mil e depois para 25 e 75 mil.

## Placas de alta segurança
Em 1º de junho de 2005, o Governo da Índia alterou a regra 50 da Lei Central para Veículos Motorizados de 1989, exigindo a introdução de novas placas à prova de violações (HSRP, High Security Registration Plates). Todos os novos veículos registrados após essa data precisaram aderir ao novo padrão, enquanto os veículos já registrado teriam dois anos para fazê-lo. Os recursos incorporados incluem placas com um hologramas de cromo patenteados,  uma numeração a laser contendo a identificação alfanumérica da agência de testes e dos fabricantes e um filme retrorrefletor com uma inscrição de verificação "Índia" com inclinação de 45 graus . Os caracteres são gravados na placa para melhor visibilidade. As letras IND, indicativo de registro internacional do país, foram impressas em um tom de azul-claro no lado esquerdo do observador, sob o holograma. No entanto, ele ainda não foi implementado, uma vez que os vários governos estaduais ainda não designaram uma fonte oficial para a fabricação dessas placas,  devido a disputas que estão atualmente em vários tribunais indianos. Em 8 de abril de 2011, a Suprema Corte da Índia convocou os secretários de transporte de Delhi, Punjab e Uttar Pradesh por desrespeito à Justiça em função da não aplicação das placas de registro de alta segurança. O Supremo Tribunal, em 30 de novembro de 2004, havia esclarecido que todos os estados estavam obrigados a cumprir o novo esquema. Somente parte do país, incluindo todo o nordeste, mais Gujarat, Rajastão, Jammu e Caxemira, Bengala Ocidental, Karnataka, Andamão, Nicobar e Goa, são os únicos estados que cumpriram integralmente as determinações. Os estados de Bihar, Jharkhand, Uttar Pradesh, Madhya Pradesh, Chhattisgarh, Odisha e Maharashtra não prosseguiram depois de terem aberto licitações. Além desses estados, alguns outros também adotaram medidas para implementar o novo esquema. 
Haryana e Punjab lançaram o esquema de placas de registro de alta segurança nesse dois estados. As placas de alta segurança tornaram-se obrigatórias para todos os veículos, novos e antigos.
Em 2012, Maharashtra anunciou que planejava implementar as novas placas em breve.

## Veículos militares

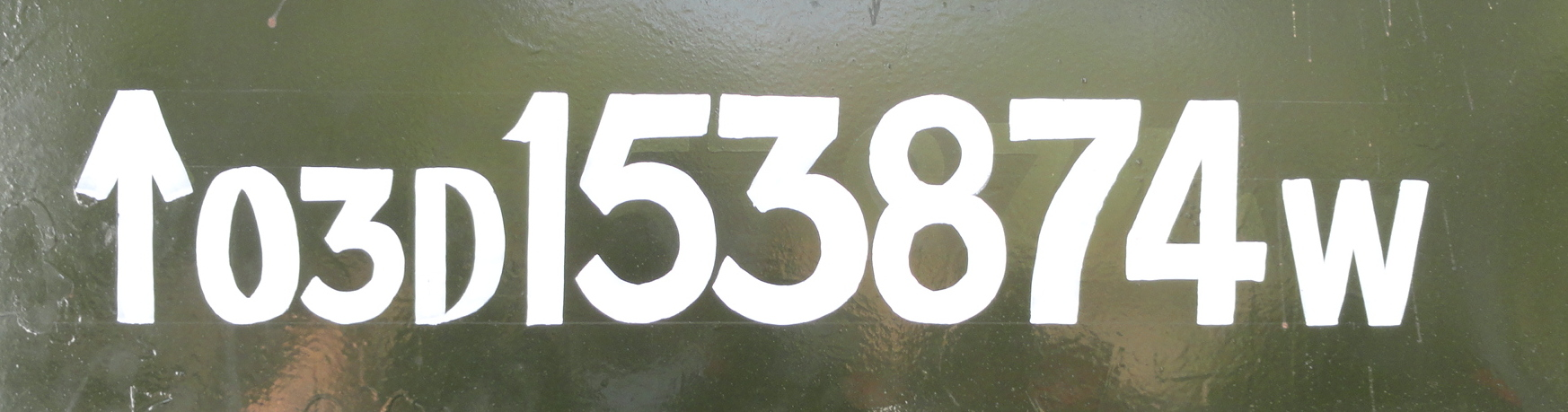
Placa de um caminhão doExército Indiano

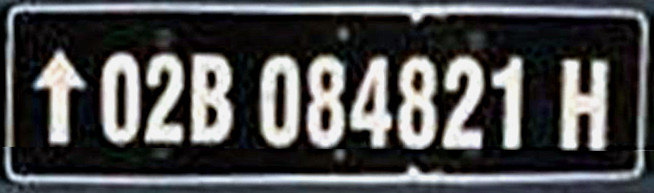
Placa de veículo das Forças armadas da Índia

Os veículos militares possuem um sistema de registro próprio, que difere completamente dos demais veículos. Neles, o registro é feito pelo Ministério da Defesa em Nova Deli. O primeiro ou terceiro caractere é uma seta apontada para cima, cujas origens estão no escritório de ordenança britânico e ainda usado em muitas partes da Comunidade Britânica de Nações para bens em geral pertencentes às Forças Armadas, não apenas para veículos. Os dois dígitos seguintes à seta significam o ano no qual as Forças Armadas adquiriram o veículo. Vêm em seguida o código-base e o número de série, tendo ao fim uma letra que indica a classe do veículo (e.g. ↑10A266162W).

## Placas diplomáticas

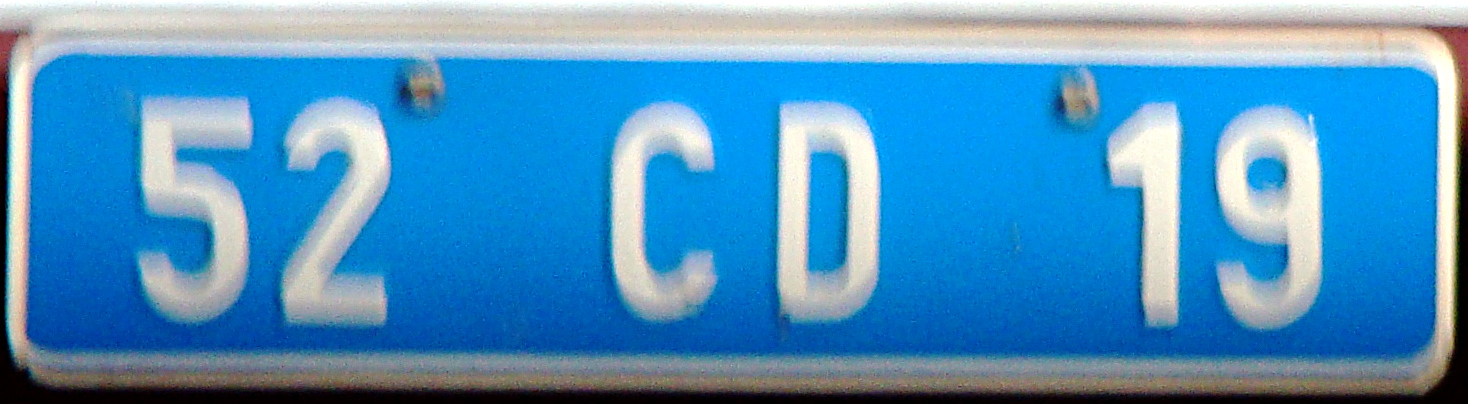
Placa diplomática indiana pertencente a um veículo da missão diplomática dos Países Baixos (código 52)

Placas de veículos pertencentes a missões diplomáticas  possuem caracteres brancos sobre fundo azul com as inscrições UN, CD ou CC, que respectivamente significam Nações Unidas, Corpo Diplomático ou Corpo Consular. Nelas a primeira parte indica o país representado, seguida pela parte indicativa da natureza da representação estrangeira e o registro específico do veículo. 
Tabela de códigos para os códigos CC e CD (incompleta):
| Código | País                           |
| ------ | ------------------------------ |
| 1      | Afeganistão                    |
| 2      | Argélia                        |
| 3      | Egito                          |
| 4      | Argentina                      |
| 5      | Austrália                      |
| 6      | Áustria                        |
| 7      | Bangladesh                     |
| 8      | Bélgica                        |
| 9      | Butão                          |
| 10     | Brasil                         |
| 11     | Reino Unido                    |
| 12     | Bulgária                       |
| 14     | Chipre                         |
| 15     | Canadá                         |
| 16     | Chile                          |
| 17     | China                          |
| 18     | Colômbia                       |
| 19     | Cuba                           |
| 20     | República Checa                |
| 21     | Dinamarca                      |
| 22     | Brunei                         |
| 23     | Etiópia                        |
| 24     | Finlândia                      |
| 25     | França                         |
| 26     | Angola                         |
| 27     | Alemanha                       |
| 28     | Gana                           |
| 29     | Grécia                         |
| 30     | Quirguistão                    |
| 31     | Vaticano                       |
| 32     | Hungria                        |
| 33     | Indonésia                      |
| 34     | Irã                            |
| 35     | Iraque                         |
| 36     | Irlanda                        |
| 37     | Itália                         |
| 38     | Japão                          |
| 39     | Jordânia                       |
| 40     | Quênia                         |
| 41     | Coreia do Norte                |
| 42     | Coreia do Sul                  |
| 43     | Kuwait                         |
| 44     | Laos                           |
| 45     | Gabão                          |
| 46     | Malásia                        |
| 47     | Maurícia                       |
| 48     | México                         |
| 49     | Mongólia                       |
| 50     | Marrocos                       |
| 51     | Nepal                          |
| 52     | Países Baixos                  |
| 53     | Nova Zelândia                  |
| 67     | Suécia                         |
| 68     | Suíça                          |
| 69     | Síria                          |
| 71     | Tailândia                      |
| 72     | Trinidad e Tobago              |
| 73     | Turquia                        |
| 75     | Rússia                         |
| 77     | Estados Unidos                 |
| 78     | Uruguai                        |
| 80     | Vietnã                         |
| 84     | República Democrática do Congo |
| 85     | Eslováquia                     |
| 89     | Paquistão                      |
| 93     | Bielorrússia                   |
| 94     | Ucrânia                        |
| 95     | África do Sul                  |
| 97     | Senegal                        |
| 98     | Usbequistão                    |
| 99     | Cazaquistão                    |
| 102    | Islândia                       |
| 105    | Camboja                        |
| 104    | Tunísia                        |
| 106    | Iêmen                          |
| 109    | Israel                         |
| 112    | Bósnia e Herzegovina           |
| 113    | Suriname                       |
| 117    | Luxemburgo                     |
| 119    | Eritreia                       |
| 120    | Azerbaijão                     |
| 121    | Maldivas                       |
| 122    | Fiji                           |
| 123    | Costa do Marfim                |
| 125    | Equador                        |
| 126    | Djibouti                       |
| 128    | Tajiquistão                    |
| 133    | Botswana                       |
| 134    | República Dominicana           |
| 135    | Malawi                         |
| 137    | Malta                          |
| 141    | Burkina Faso                   |
| 145    | Burundi                        |
| 147    | Geórgia                        |
| 149    | Mali                           |
| 152    | Níger                          |
| 153    | Guiné                          |
| 155    | Sudão do Sul                   |
| 156    | Estônia                        |
| 157    | Bolívia                        |
| 160    | Guiné Equatorial               |

## História
Todas as placas entre 1902 e 2009 eram fornecidas pelos proprietários; de 2009 em diante, as placas passaram a ser fornecidas pelo Poder Público; no entanto, os registros anteriores continuam válidos.
Antes 1939, usava-se apenas uma letra e quatro dígitos (formato A 1234).
De 1939 a 1947, passou-se a usar duas letras com quatro dígitos, no formato AB 1234.

Da independência, em 1947, até o final da década de 1980  (30 de junho de 1989), o sistema passou a seguir um esquema como o que segue:
BMU 1234
 Onde B era o código do estado (por exemplo, C para Karnataka, uma vez que K foi atribuído a Kerala); MU as letras atribuídas a um escritório de registro específico e 1234 era a identificação específica do veículo. Os veículos mais antigos ainda exibem esse esquema de numeração, ainda válido. 
No estado português da Índia, anexado pela Índia em 1954 (Dadrá e Nagar-Aveli) e 1961 (Damão e Diu / Goa), o esquema de registro seguia o formato baseado nas matrículas portuguesas Ixx-99-99 (antes de 1937 no formato I-99999), com a segunda e terceira letras indicando o distrito.